# Тиос

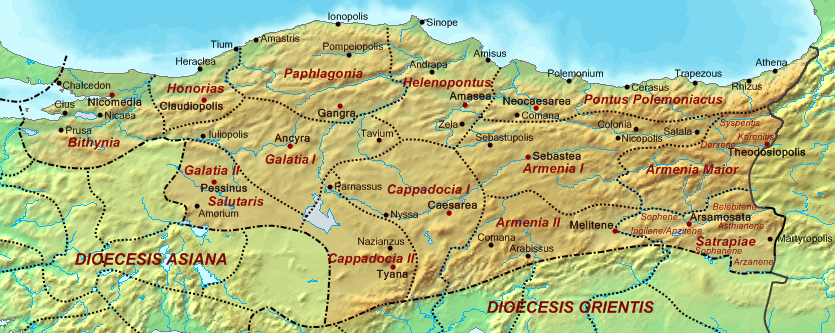
Тион на карте римского диоцеза Понт (400 год)

Ти́ос (Тий, Τῖος, лат. Tium, Тион, др.-греч. Τῖον, Τεῖον, Τιεῖον) — древний город на территории в современной Турции. Находится на южном побережье Чёрного моря в устье реки Фильос, недалеко от города Фильоса в районе Чайджума в иле Зонгулдак. Древние писатели относили его или к древней Пафлагонии или Вифинии.

## История

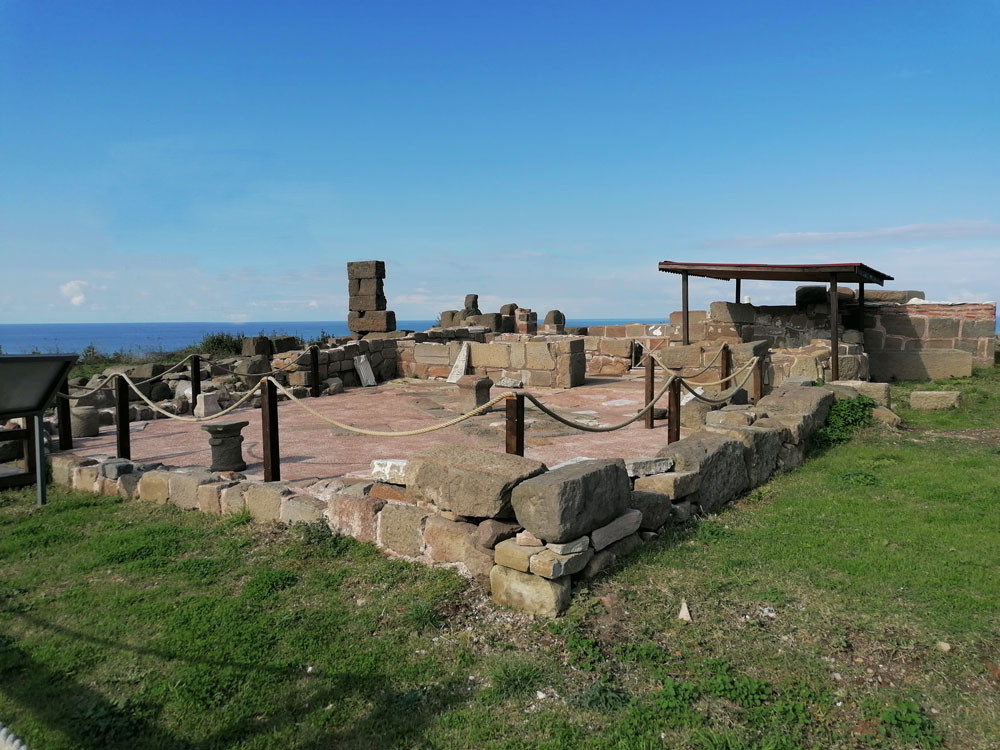
Руины крепости в Фильосе

По преданию, город был основан как колония из греческого города Милет в VII веке до н. э. Город был примечателен только как место рождения Филетера, основателя царской династии Пергама. В начале III века до н. э. Амастрида, племянница последнего персидского царя Дария III, являлась женой Дионисия, тирана Гераклеи Понтийской, а после его смерти жена Лисимаха вызвала синойкизм Тиоса, Сесама, Китора, Кромны, всех городов, упомянутых в «Илиаде», для того чтобы сформировать новое сообщество в Амастриде. Тион, говорит Страбон, вскоре отделился от общины, но остальные держались вместе, вероятно, в 282 году до н. э., восстановив свой автономный статус.
Демосфен Вифинец в произведении «Вифиниака» (Βιθυνιακά) называет основателем города Патара, героя-завоевателя Пафлагонии. Патар назвал город в честь Зевса (Τῖος). В значительном количестве фригийских надписей встречается имя бога Tiyes — верховного божества, аналогичного греческому Зевсу.
Город оказал военную помощь Агесилаю в ходе похода в западные сатрапии Ахеменидской державы.
В начале III века до н. э. сначала при правлении в Гераклее Амастрии, а затем, вероятно, накануне или после смерти Лисимаха Тиос демонстрировал некоторые тенденции к независимости. Известные его монеты с легендой ΕΛΕΥΘΕΡΙΑ («Свобода»), датируемые 282—281 гг. до н. э.
В 281 году до н. э. Киер и Тиос были завоеваны Вифинией у Гераклеи Понтийской. В самом конце царствования Зипойта и начале правления Никомеда Тиос находился под властью Вифинского царства. Этот период вифинского господства оказался коротким. В 279 году до н. э. Никомед вернул Киер и Тиос по договору за выкуп гераклеотам.
Вероятно, около 190 года до н. э., после основания Вифиниона и до похода Прусия I против Гераклеи, в состав Вифинского царства вошли Киер, получивший новое название Прусиада-на-Гипии, и Тиос, так что Гераклея оказалась полностью окружённой.
В ходе войны с Пергамом (186—183 годы до н. э.) Прусий I потерял Тиос.
В 183 году до н. э. понтийский царь Фарнак I начал войну с правителем Пергама Эвменом II. На втором году войны Леокрит овладел Тиосом, и отдал приказ перебить сдавшийся ему гарнизон из наёмников, предположительно, галатов, хотя ранее обещал им свободу. По словам Диодора, Леокрит действовал подобным образом по распоряжению своего царя, так как сдавшиеся «как-то в прошлом причинили зло Фарнаку». По завершившему Понтийскую войну мирному договору 179 года до н. э. Фарнак вернул Тиос Эвмену. Затем Эвмен передал Тиос не Гераклее, а её противнику Прусию II, поддержавшего Эвмена.
Тион входил в состав Вифинии, которая после смерти царя Никомеда IV в 74 году до н. э. стала римской провинцией.
Город, который не мог получить независимости на протяжении всей своей истории и оставался в тени Гераклеи Понтийской и Амастриды, был сожжён и разграблен в 70 году до н. э. в римский период. Позже он был перестроен и стал торговым и рыбацким городом.
Император Феодосий I (379—392) включил его в состав провинции Гонория, когда он выделил эту новую провинцию из частей Вифинии и Пафлагонии и назвал её в честь своего младшего сына Гонория. В 535 году император Юстиниан объединил Гонорию с Пафлагонией в указе, который прямо упомянул Тион среди затронутых городов. Есть монеты из Тиона ещё со времен царствование Галлиена, на которых название появляется как Τιανοί, Τεῖοι, и Τειανοί.

## Раскопки
Раскопки проводятся с 2006 года. В настоящее время проводятся раскопки под руководством профессора Шахина Йилдырыма (Şahin Yıldırım) из Бартынского университета. Найдены жилые постройки, датируемые последней четвертью VII века до н. э. Шахин Йилдырым сообщает:
Мы нашли фрагменты камней с гравировкой из рунического алфавита. Это открытие важно для нас с точки зрения того, что это самый старый письменный документ, найденный на берегу Чёрного моря в Турции. <…> Мы также получили информацию о старейшем дорическом храме в Черноморском регионе, датируемом VII веком до н. э. Кстати, этот древний город был единственным на берегу Чёрного моря.
В 2024 году археологи обнаружили в восточной части древнего города аллею саркофагов длиной около 500 метров, аналогов которой нет ни в одном древнем городе в Черноморском регионе. Она включает в себя 96 саркофагов, 23 захоронения с погребальными камерами, 60 рамочных плиточных могил, 7 гробниц и более 1300 погребальных предметов. Самые древние захоронения относятся к V веку до н. э..